# NGC 5321
NGC 5321 é uma galáxia espiral barrada (SB0-a) localizada na direcção da constelação de Canes Venatici. Possui uma declinação de +33° 37' 59" e uma ascensão recta de 13 horas, 50 minutos e 43,6 segundos.
A galáxia NGC 5321 foi descoberta em 29 de Abril de 1827 por John Herschel.